# ヴィボルグ市立図書館
ヴィボルグ市立図書館（ヴィボルグしりつとしょかん、ロシア語: Выборгская городская библиотека, 英語: Vyborg City Library）またはヴィープリ市立図書館（フィンランド語: Viipurin kaupunginkirjasto）は、ロシアのヴィボルグにある図書館である。ヴィープリの図書館（英語: Viipuri Library）ともいう。

## 歴史
フィンランドの実業家、ユホ・ラッルッカ (en:Juho Lallukka) によって建設費用が遺贈されたことから、図書館の建設が企画された。1927年10月1日に行われた建築コンペティションで、建築家アルヴァ・アールトの設計案が一等に選ばれた。アールトは、1928年2月29日より設計を開始し、1929年5月4日にヴィープリ市の建設委員会に、L字型のプランを提出し承認を受けている。
1933年、図書館の建設予定地が決定され、同年10月5日より、アールトとその妻アイノは、ディドリク・ダールベルク (Didrik Dahlberg) とともに、3度目の設計を開始し、12月14日に新たなプランが提出されている。図書館の建設工事は、1934年4月12日に開始され、1935年に完成され、同年8月19日にヴィープリ市への引き渡しが行われ、10月13日に開館された。
第二次世界大戦中に、手榴弾によって講堂棟の外壁が一部損壊する被害が発生している。フィンランド領であったヴィープリが、戦後にソビエト連邦の支配下に置かれ、市名がヴィボルグに変更され、1955年から1962年にかけて、ピョートル・ロゼンブリュームらによって、市の中央図書館として改修される。このときの改修では、アールトによる設計文書は参照されなかった。
1980年代末期に、建物の状態を調査した建築家のセルゲイ・クラフチェンコが、懸念を示したことにより、1991年にヘルシンキで図書館修復のための募金運動が起きる。1992年1月、エリッサ・アアルト (en:Elissa Aalto) の他、アールト建築事務所、フィンランド環境省の代表者らがヴィボルグを訪れ、同年、フィンランドにおいて修復委員会が創設される。
アールトの設計文書に基づく修復工事が、1994年に始められたが、資金は限られていたために開館しながらの工事となり、完成までには長期間を必要とすると思われていた。しかし、2010年3月に開催された、ロシアの首相ウラジーミル・プーチンとフィンランドの大統領タルヤ・ハロネンの会談において、ロシアが残りの工事費を負担することが決定し、同年12月に必要な金額が用意された。
図書館は、2000年および2002年、ワールド・モニュメント財団によってワールド・モニュメント・ウォッチに選定された。2011年10月に図書館が閉館され、急ピッチで残りの工事が行われた。この修復工事では、全館に火災報知設備や警報装置が、地階にはスプリンクラー設備、暖房および換気装置が設置された。2013年11月23日、ヴィボルグ市立図書館は、タルヤ・ハロネンらの臨席のもと再開館された。

## 構造

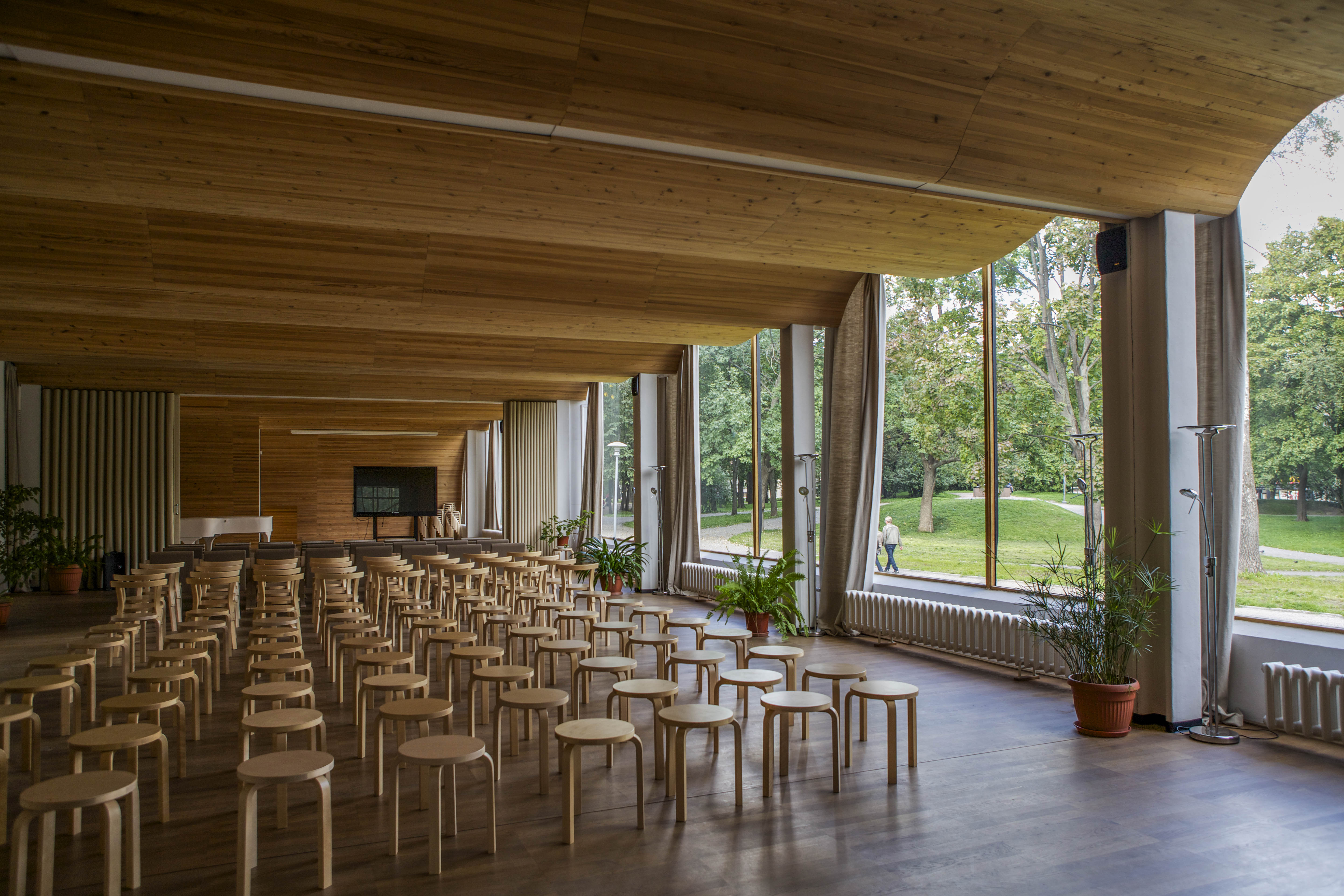
講堂

閲覧室棟の1階に図書閲覧室が設けられており、2階には貸出カウンターが、地階には児童向けの図書室の他、新聞閲覧室が設けられている。講堂棟の1階にメイン・エントランスの他、ロビー、講堂が設けられており、2階には事務室が、地階には書庫が設けられている。
メイン・エントランスは建物の北側にあるが、児童向けの図書室への入口は、建物の南側にある。講堂は、幅がおよそ9メートル、奥行きがおよそ25メートルあり、天井は、音響効果を考慮して、波状にデザインされている。